# Bolborhynchoides
Bolborhynchoides is een geslacht in de taxonomische indeling van de haakwormen, ongewervelde en parasitaire wormen die meestal 1 tot 2 cm lang worden. De worm behoort tot de familie Arhythmacanthidae. Bolborhynchoides werd in 1959 beschreven door Achmerow & Dombrowskaja-Achmerova.

## Soorten
- Bolborhynchoides exiguus (Achmerow & Dombrowskaja-Achmerova, 1941)
  - = Bolborhynchus exiguus Achmerov & Dombrovskaja-Achmerova, 1941
  - = Fresnyarhynchus exiguous (Achmerov & DombrovskajaAchmerova, 1941)